# Filippintrast
Filippintrast (Geokichla cinerea) är en hotad fågel i familjen trastar som förekommer i norra Filippinerna.

## Utseende och läten
Filippintrasten är en liten (18 cm) och tillbakadragen marklevande trast. Huvud och ovansida är askgrå, vingarna mörkare grå med två tydliga vita vingband. De yttre stjärtpennorna är vitspetsade. Undersidan är vit med svartaktigt strupstreck och kraftig fläckning på bröst, buk och flanker. På huvudet syns ljus tygel och två lodräta svarta streck, ett genom ögat och ett på bakre delen av örontäckarna. Benen är mycket ljusa. Sången är typiskt trastlikt melodisk.

## Utbredning och systematik
Fågeln förekommer i norra Filippinerna på öarna Luzon och Mindoro. Den behandlas som monotypisk, det vill säga att den inte delas in i några underarter.

### Släktestillhörighet
Tidigare placerades arten i släktet Zoothera, men flera DNA-studier visar att filippintrast med släktingar står närmare bland andra trastarna i Turdus.

## Status och hot
Filippintrasten har en liten världspopulation bestående av uppskattningsvis endast 6 000–15 000 vuxna individer. Den tros också minska i antal till följd av habitatförlust. Den är därför upptagen på internationella naturvårdsunionen IUCN:s röda lista över hotade arter, kategoriserad som sårbar (VU).